# علی رئیسی
علی رئیسی (زادهٔ ۱۹ ژانویهٔ ۱۹۹۸) در دشتستان؛ بازیکن فوتبال اهل ایران است که در پست مدافع برای باشگاه فوتبال شاهین بوشهر در لیگ برتر خلیج فارس بازی کرده‌است.

## دوران باشگاهی

### شاهین بوشهر
وی اولین بازی خود در لیگ برتر خلیج فارس را در هفته نهم لیگ برتر فوتبال ایران ۹۹–۱۳۹۸، مقابل باشگاه فوتبال ذوب‌آهن اصفهان انجام داد.

## افتخارات
شاهین بوشهر
- لیگ آزادگان (دسته یک): ۹۸–۱۳۹۷ (نایب قهرمان و صعود به لیگ برتر خلیج فارس.)